# K-ON!
K-ON! (けいおん!, Keion!) és una sèrie de manga en quatre vinyetes escrita i il·lustrada per Kakifly. Es va començar a serialitzar en la revista seinen Manga Time Kirara de l'editorial Hōbunsha des del maig del 2007 i també s'ha serialitzat en la revista bimestral Manga Time Kirara Carat de Hōbunsha a partir d'octubre del 2008. Una adaptació d'anime ha estat realitzada per Kyoto Animation començant a partir del 3 d'abril del 2009. El títol de la sèrie prové del nom japonès per a la música lleugera keiongaku (軽音楽). Però no ha de confondre's amb la música lleugera tal com es coneix a occident, més aviat es refereix a música contemporània o música pop.